# Popis hrvatskih veleposlanika u Kini
Republika Hrvatska i Narodna Republika Kina održavaju diplomatske odnose od 13. svibnja 1992. Sjedište veleposlanstva je u Pekingu.

## Veleposlanici
| Veleposlanik      | Postavljenje        | Opoziv              | Sjedište |
| ----------------- | ------------------- | ------------------- | -------- |
| Andrija Kojaković | 2. studenoga 1992.  | 1. srpnja 1995.     | Peking   |
| Branimir Strenja  | 2. svibnja 1995.    | 1. kolovoza 1999.   | Peking   |
| Željko Kirinčić   | 10. kolovoza 1999.  | 30. studenoga 2003. | Peking   |
| Boris Velić       | 1. prosinca 2003.   | 31. listopada 2008. | Peking   |
| Ante Simonić      | 1. studenoga 2008.  | 31. srpnja 2013.    | Peking   |
| Nebojša Koharović | 15. listopada 2013. |                     | Peking   |

## Vanjske poveznice
- Kina na stranici MVEP-a